# C/1830 F1
Grande comète de 1830
C/1830 F1, la grande comète de 1830 est une comète parabolique du système solaire.
Elle est passée au périhélie à 0,92 UA du Soleil. À cette distance, elle n'était pas très brillante, mais elle est passée à 0,14 UA de la Terre.
Il est possible que la comète vienne du nuage de Oort.